# Valerian Majkov
Valerian Nikolajevitj Majkov (ryska: Валериан Николаевич Майков), född 9 september 1823 i Moskva, död 27 juni 1847, var en rysk litteraturkritiker; bror till Apollon och Leonid Majkov.
Majkov, som redan vid 19 års ålder blivit juris kandidat vid universitetet i Sankt Petersburg, var en framstående litteraturkritiker tillhörande Vissarion Belinskijs skola.